# Andrea Iaia
Andrea Iaia (Ostuni, 9 agosto 1982) è un attore italiano.

## Biografia
Prima di approdare al grande schermo, ha studiato per anni recitazione con insegnanti provenienti dall'Actor's Studio (ottima la sua  conoscenza della lingua inglese) e a diversi cortometraggi e spettacoli teatrali.
È diventato famoso per l'interpretazione di Primo Carnera nel film Carnera - The Walking Mountain del 2008, diretto da Renzo Martinelli (dopo la proiezione sul grande schermo, la pellicola è andata in onda su Canale 5 in una trasposizione televisiva intitolata Carnera - Il campione più grande). Iaia è stato scelto per questo ruolo, oltre che per le sue caratteristiche fisiche (è alto 198 centimetri) e doti recitative, anche per le sue capacità sportive: è infatti esperto in arti marziali e culturismo. Oltre a varie coproduzioni internazionali ha preso parte in Italia come coprotagonista, nel film 20 Sigarette (premiato al festival di Venezia).

## Carriera

### Teatro
- "Coriolanus"
- "Of Mice and Men"
- "Othello"
- "Julius Caesar"
- "The Dumb Waiter"

### Cinema
- Carnera - The Walking Mountain, regia di Renzo Martinelli (2008)
- Venti sigarette, regia di Aureliano Amadei (2010)
- Have the frog in the brain regia di R. Ramazan (2012)
- 11 settembre 1683 regia di Renzo Martinelli (2013)
- La verità sta in cielo regia di Roberto Faenza (2016)